# Paços do Concelho da Sertã
Os Paços do Concelho da Sertã, ou Câmara Municipal da Sertã, foram construídos entre 1927 e 1934, segundo projecto do conceituado arquitecto Cassiano Branco, após o incêndio na anterior Câmara Municipal em 17 de Fevereiro de 1917.
A anterior câmara municipal localizava-se onde é hoje o miradouro Artur Caldeira Ribeiro.  
No interior do actual edifício destacam-se os pilares centrais e seus arcos, o relógio e as escadaria central.